# Amadou Haidara
Amadou Haidara (Bamaco, 31 de janeiro de 1998) é um futebolista malinês que atua como meio-campo. Atualmente joga pelo RB Leipzig e pela Seleção Malinesa.

## Carreira

### Início
Nascido em Bamaco, Amadou foi visto por Mamadou Wad, treinador da JMG, uma filial de prestígio que revelou vários atletas do continente africano para o mundo, jogando nas ruas da cidade de Bamaco. Vendo potencial no menino, Wad convidou-o para fazer um teste na JMG. Amadou não levou a sério o convite em um primeiro momento, mas acabou indo a academia três meses depois.
Então, Amadou e outras 21 crianças estavam jogando uma partida seletiva na JMG e sendo observados por Jean-Marc Guillou, um ex-jogador francês e dono da filial que levam as inicias de seus nomes. Amadou destacou-se na partida por ser onipresente no campo e que mesmo parecendo ter um problema de lesão em um dos pés, não deixava de dedicar-se em campo. O próprio Guillou acabou gostando de seu futebol e acabou oficializando-o em sua academia, tendo Amadou 10 anos na época. Mais tarde, descobriu-se que o jogador tinha um problema de inchaço no calcanhar.
Haidara foi destacando-se na base conforme ia avançado de categoria, tendo muitas vezes acordado mais cedo do que outros atletas para treinar, a fim de aprimorar-se mais. Em 2015, após disputar a Copa do Mundo Sub-17 por Mali, o JMG realizou um torneio em Senegal e Haidara foi capitão do time que sagrou-se campeão. Seus feitos na base da academia como nas categorias de Sub-17 e Sub-20 de Mali o fizeram ser notado por vários clubes, principalmente da Espanha e França. Mas acabou por ir ao Red Bull Salzburg onde também fez um teste, tendo o clube austríaco ficado impressionado com o atleta e buscado levá-lo dois dias depois de seus testes. Haidara ficou feliz com tratamento que recebeu e solicitou sua ida ao clube austríaco.

### Red Bull Salzburg

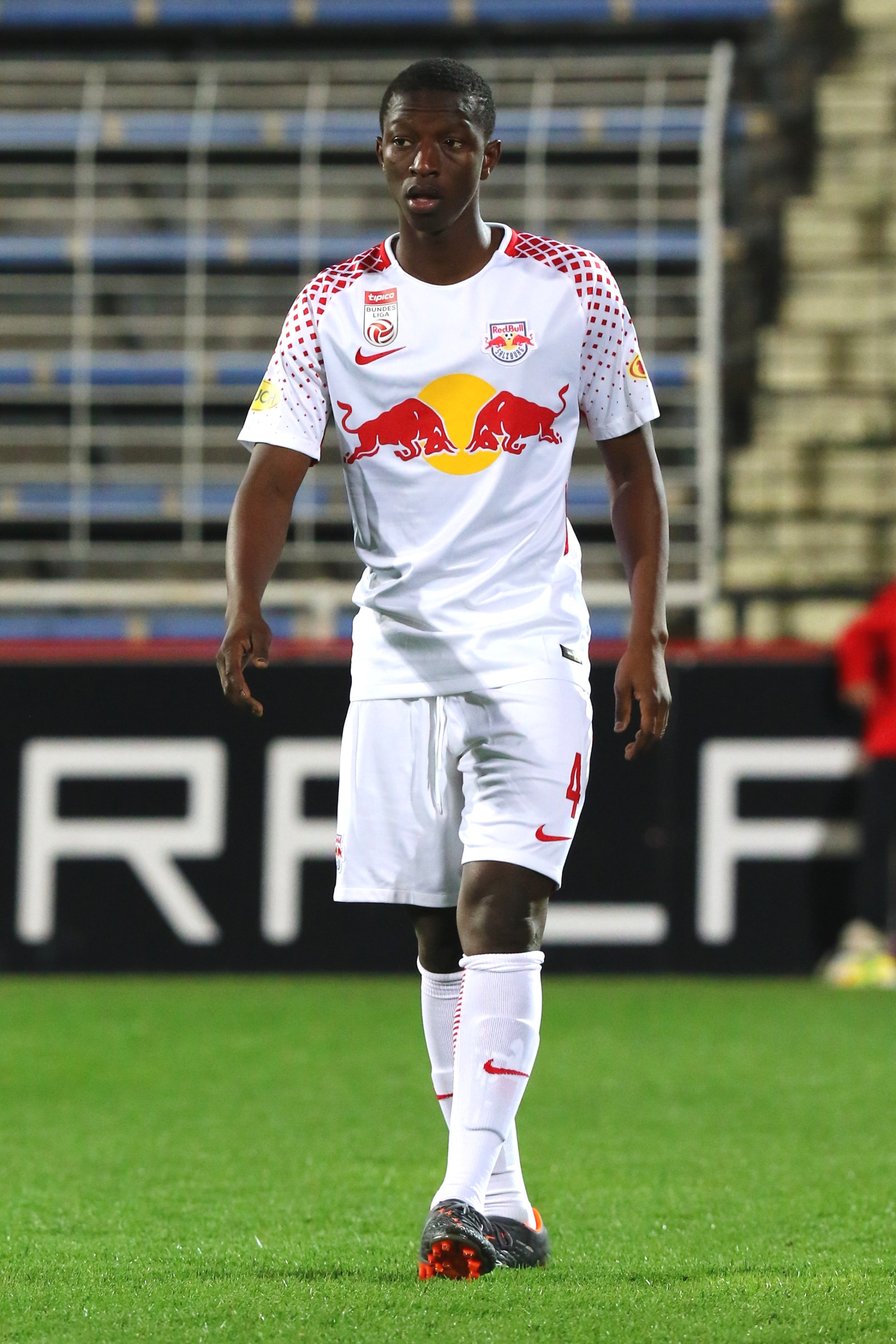
Haidara quando atuava pelo Salzburg.

Haidara chegou ao clube austríaco em 2016, tendo sido integrado imediatamente ao segundo time do clube, o Liefering, para adaptar-se ao profissional. Fez sua estreia pelo Liefering rapidamente, após apenas dois treinamentos com a equipe. Nessa partida contra o Lask Linz pela Segunda Divisão da Áustria em 26 de agosto de 2016, Amadou entrou no decorrer do jogo, e logo aos três minutos em campo fez um gol, além de auxiliar no terceiro gol de seu time e ajudar o Liefering a vencer por 4–2. Fez 25 partidas e dois gols pelo time. Também fez parte do elenco que disputou a Liga Jovem da UEFA de 2016–17 pelo Leipzig Sub-19, tendo feito dois gols na goleada de 5–0 sobre o FK Vadar e sagrando-se campeão ao bater o Benfica na final do torneio por 2–1.
Não levou muito tempo para ser integrado ao time principal, tendo Haidara logo em sua estreia pela primeira equipe do Salzburg marcou um dos gols da vitória de 3–2 sobre o Austria Wien, em 25 de maio de 2017.
Durante a temporada de 2017–18, integrou o elenco que fez a melhor campanha do clube na uma competição europeia. O Salzburg terminou como líder do seu grupo, bateu nas eliminatórias Real Sociedad, Borussia Dortmund e Lazio, chegando pela primeira vez à semifinal contra o Marseille. Porém, em 3 de maio 2018, o Salzburg acabou sendo eliminado após perder no agregado por 3–2 (derrota de 2–0 na ida e uma vitória de 2–1 na volta). Pelo Salzburg atuou em 83 partidas, fez 13 gols e distribuiu 17 assistências, além de conquistar três títulos.

### RB Leipzig

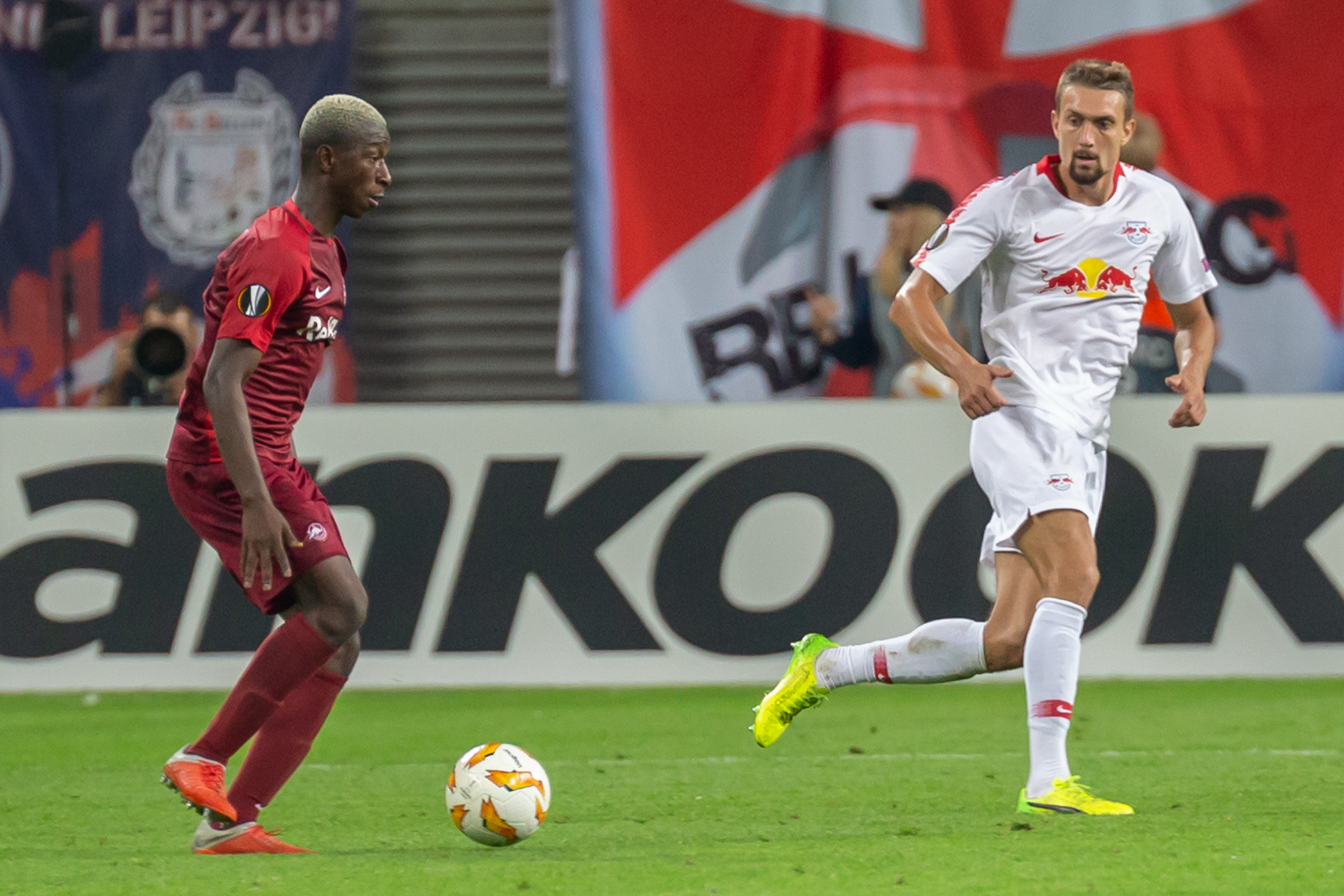
Amadou em atuação pelo em 2018.

Em 22 de dezembro de 2018, Haidara foi anunciado como novo reforço do Red Bull Leipzig. Sua estreia pelo clube foi em 16 de março de 2019 na vitória por 1–0 sobre o Schalke 04 e logo em sua segunda partida no dia 30 de março de 2019, fez seu primeiro gol pelo Leipzig na goleada de 5–0 sobre o Hertha Berlim.
Em 8 de dezembro de 2020, fez seu primeiro gol na Liga dos Campeões na vitória por 3–2 sobre o Manchester United. Em 10 maio de 2021, foi anunciado sua renovação de contrato até junho de 2025 com o clube. Fez sua partida de número 100 pelo clube em 28 de novembro de 2021, na derrota por 3–1 para o Bayern Leverkusen.

## Seleção Malinesa

### Sub-17
Uma das grandes promessas do Mali, em 2015, Haidara foi um dos 23 jogadores convocados à Seleção Sub-17 para a disputa da Copa do Mundo da categoria, no Chile. Participou da campanha e fez dois gols durante a mesma (contra Honduras e Coreia do Norte), ajudando Mali a chegar na final contra a Nigéria, porém acabou ficando com o vice-campeonato ao perder por 2–0.

### Sub-20
Pela Seleção Sub-20, integrou o elenco que disputou o Campeonato Africano de Nações Sub-20 de 2019.

### Principal
Fez sua estreia pela Seleção Malinesa em 6 de outubro de 2017, em partida contra a Costa do Marfim pelas Eliminatórias da Copa do Mundo de 2018.
Na principal, integrou o elenco dos 23 convocados para o Campeonato Africano das Nações de 2019, tendo feito seu primeiro gol por Mali na vitória de 1–0 sobre a Angola. Em 9 de outubro de 2020, marcou um dos gols de Mali na vitória de 3–0 sobre Gana em um amistoso.
Também foi convocado e integrou o elenco de Mali no Campeonato Africano das Nações de 2021, sendo um dos meio-campistas mais valiosos da competição.
Integrou o elenco malinês convocado para o Campeonato das Nações Africanas de 2023, disputado em 2024 na Costa do Marfim.

## Vida pessoal
Haidara espelha seu estilo de jogo em Yaya Touré, considerado um dos melhores jogadores da história da África e da Costa do Marfim,  e Steven Gerrard, ídolo do Liverpool e um dos maiores jogadores da Inglaterra.
Em 2021, inaugurou a instituição Amadou Haidara em seu país natal, no intuito de ajudar a revelar jovens talentos que não tem condições e que carecem de ajuda para despontaram.

## Estilo de jogo
Haidara é descrito como um meio-campista que atua em todas as posições do meio-campo, tanto na defensivamente quanto ofensivamente. Também tem um estilo box-to-box, bastante vigor físico, qualidade de passe e energia, correndo por todos locais do campo sem sentir os efeitos da partida.

## Estatísticas
Atualizadas até dia 9 de maio de 2021.[carece de fontes?]

### Clubes
| Clube             | Temporada         | Campeonato Nacional | Campeonato Nacional | Campeonato Nacional | Copa Nacional[a] | Copa Nacional[a] | Copa Nacional[a] | Competições Continentais[b] | Competições Continentais[b] | Competições Continentais[b] | Outros Torneios[c] | Outros Torneios[c] | Outros Torneios[c] | Total | Total | Total   |
| Clube             | Temporada         | Jogos               | Gols                | Assist.             | Jogos            | Gols             | Assist.          | Jogos                       | Gols                        | Assist.                     | Jogos              | Gols               | Assist.            | Jogos | Gols  | Assist. |
| ----------------- | ----------------- | ------------------- | ------------------- | ------------------- | ---------------- | ---------------- | ---------------- | --------------------------- | --------------------------- | --------------------------- | ------------------ | ------------------ | ------------------ | ----- | ----- | ------- |
| Liefering         | 2016–17           | 25                  | 2                   | 5                   | —                | —                | —                | —                           | —                           | —                           | —                  | —                  | —                  | 25    | 2     | 5       |
| Liefering         | Total             | 25                  | 2                   | 5                   | 0                | 0                | 0                | 0                           | 0                           | 0                           | 0                  | 0                  | 0                  | 25    | 2     | 5       |
| Red Bull Salzburg | 2016–17           | 5                   | 1                   | 0                   | 2                | 1                | 1                | —                           | —                           | —                           | —                  | —                  | —                  | 7     | 2     | 1       |
| Red Bull Salzburg | 2017–18           | 31                  | 2                   | 8                   | 6                | 1                | 2                | 18                          | 4                           | 0                           | —                  | —                  | —                  | 55    | 7     | 10      |
| Red Bull Salzburg | 2018–19           | 12                  | 2                   | 4                   | 2                | 0                | 1                | 7                           | 2                           | 1                           | —                  | —                  | —                  | 21    | 4     | 6       |
| Red Bull Salzburg | Total             | 48                  | 5                   | 12                  | 10               | 2                | 4                | 25                          | 6                           | 1                           | 0                  | 0                  | 0                  | 83    | 13    | 17      |
| RB Leipzig        | 2018–19           | 9                   | 1                   | 0                   | 3                | 0                | 1                | —                           | —                           | —                           | —                  | —                  | —                  | 12    | 1     | 1       |
| RB Leipzig        | 2019–20           | 19                  | 0                   | 2                   | 2                | 0                | 0                | 7                           | 0                           | 0                           | —                  | —                  | —                  | 28    | 0     | 2       |
| RB Leipzig        | 2020–21           | 31                  | 3                   | 3                   | 6                | 2                | 0                | 6                           | 1                           | 0                           | —                  | —                  | —                  | 43    | 6     | 3       |
| RB Leipzig        | 2021–22           | 20                  | 3                   | 1                   | 2                | 1                | 0                | 6                           | 0                           | 0                           | —                  | —                  | —                  | 28    | 4     | 1       |
| RB Leipzig        | Total             | 79                  | 7                   | 6                   | 13               | 3                | 1                | 19                          | 1                           | 0                           | 0                  | 0                  | 0                  | 111   | 11    | 7       |
| Total na carreira | Total na carreira | 152                 | 14                  | 23                  | 23               | 5                | 5                | 44                          | 7                           | 1                           | 0                  | 0                  | 0                  | 219   | 26    | 29      |

- a. ^ Jogos da Copa da Áustria e Copa da Alemanha
- b. ^ Jogos da Liga dos Campeões da UEFA e Liga Europa da UEFA
- c. ^ Jogos da

### Seleção Malinesa
| Mali Sub-17 | Mali Sub-17 | Mali Sub-17 | Mali Sub-17 |
| Ano         | Jogos       | Gols        | Assist.     |
| ----------- | ----------- | ----------- | ----------- |
| 2015        | 7           | 2           | 1           |
| Total       | 7           | 2           | 1           |

| Mali Sub-20 | Mali Sub-20 | Mali Sub-20 | Mali Sub-20 |
| Ano         | Jogos       | Gols        | Assist.     |
| ----------- | ----------- | ----------- | ----------- |
| 2017        | 3           | 0           | 0           |
| Total       | 3           | 0           | 0           |

| Mali Sub-23 | Mali Sub-23 | Mali Sub-23 | Mali Sub-23 |
| Ano         | Jogos       | Gols        | Assist.     |
| ----------- | ----------- | ----------- | ----------- |
| 2019        | 1           | 0           | 0           |
| Total       | 1           | 0           | 0           |

| Mali  | Mali  | Mali | Mali    |
| Ano   | Jogos | Gols | Assist. |
| ----- | ----- | ---- | ------- |
| 2017  | 2     | 0    | 0       |
| 2018  | 4     | 0    | 0       |
| 2019  | 9     | 1    | 0       |
| 2020  | 2     | 1    | 0       |
| 2021  | 7     | 0    | 0       |
| 2022  | 6     | 0    | 0       |
| Total | 30    | 2    | 0       |

#### Gols pela Seleção Principal do Mali
| #  | Data                 | Local                                       | Adversário | Placar | Resultado | Competição                             |
| -- | -------------------- | ------------------------------------------- | ---------- | ------ | --------- | -------------------------------------- |
| 1. | 1 de julho de 2019   | Ismailia Stadium, Ismaília, Egito           | Angola     | 1–0    | 1–0       | Campeonato Africano das Nações de 2019 |
| 2. | 9 de outubro de 2020 | Emirhan Sport Center Stadium, Sida, Turquia | Gana       | 3–0    | 3–0       | Amistoso                               |

## Títulos
Red Bull Salzburg
- Campeonato Austríaco: 2016–17, 2017–18
- Copa da Áustria: 2016–17

Red Bull Salzburg Sub-19
- Liga Jovem da UEFA: 2016–17

RB Leipzig
- Copa da Alemanha: 2021–22, 2022–23